# Aérodrome de Bongor
L'aérodrome de Bongor est un aérodrome desservant la ville de Bongor dans la région de Mayo-Kebbi Est au Tchad.